# Sungača
La Sungača (in russo Сунгача?; anche Sungač o Songača; in cinese 松阿察河; in pinyin Sōngàchá Hé) è un fiume della Russia estremo-orientale (Territorio del Litorale) e della Cina nordorientale (provincia dell'Heilongjiang), affluente di sinistra dell'Ussuri (bacino idrografico dell'Amur).
Il fiume costituisce il principale emissario dell'importante lago Chanka; scorre con direzione dapprima mediamente orientale, successivamente nordorientale, segnando per tutto il suo corso una sezione del confine russo-cinese.
Il suo bacino idrografico si estende per circa 21.000 chilometri quadrati, dei quali circa 18.000 costituiscono il bacino imbrifero del lago Chanka.